# Гюнтер II (Шварцбург-Кефернбург)
Гюнтер II (нем. Günter II. von Kevernburg (Käfernburg-Schwarzburg; р. между 1129 и 1135 — ум. 1197) — граф Кефернбурга.
Младший сын Сиццо III фон Шварцбург-Кефернбург и его жены Гизелы фон Берг.
После смерти отца (19 июня 1160 года) боролся с братом (Генрихом I) за наследство. К 1169 году утвердился в графстве Кефернбург. Время и обстоятельства получения Гюнтером сеньории Виге и графства Рабенсвальде неизвестны.
В 1184 году Генрих I умер бездетным (утонул в Эрфурте в ходе т. н. "Туалетной катастрофы"), и Гюнтер II унаследовал Шварцбург и фогство в монастыре Георгенталь.
С 1190 года граф фон Халлермунд (наследство второй жены, братья которой Людольф и Виллибранд не вернулись крестового похода - второй погиб в Антиохии, первый умер по пути домой).
В 1191 году Гюнтер II участвовал в Итальянском походе короля Генриха VI.

## Семья
Первая жена — Агнесса фон Саарбрюккен (ум. до 1180), дочь графа Симона I фон Саарбрюккен. Дети:
- Луитгарда (ум. после 1220), муж — Гебхард IV фон Кверфурт, бургграф Магдебурга
- Альбрехт I фон Кефернбург (1170/1175 — 1232), с 1206 архиепископ Магдебурга
- Генрих II (ум. 20 февраля 1236), граф Шварцбурга, сеньор Бланкенбурга, Лёйтенберга, Кёнитца, Роснека и Раниса.
- Гюнтер III (ум. после 31 марта 1223), граф Кефернбурга.

Вторая жена — Адельгейда фон Локкум-Халлермунд, вдова графа Конрада Дассельского, дочь Вильбранда I, графа Халлермунда и Локкума. Дети:
- Людольф II (ум. 15 ноября 1255) — граф фон Халлермунд с 1195.
- Вильбранд фон Кефернбург (ум. 5 апреля 1253), архиепископ Магдебурга.